# Łagiewniki (Wieluń)
Pour les articles homonymes, voir Łagiewniki.
Łagiewniki est une localité polonaise de la gmina de Czarnożyły, située dans le powiat de Wieluń en voïvodie de Łódź.